# بارناباس بيني
بارناباس بيني (بالمجرية: Bene Barnabás)‏ هو منافس ألعاب قوى مجري، ولد في 27 أغسطس 1986.

## وصلات خارجية
- بارناباس بيني على موقع الاتحاد الدولي لألعاب القوى (الإنجليزية)